# Магічне коло

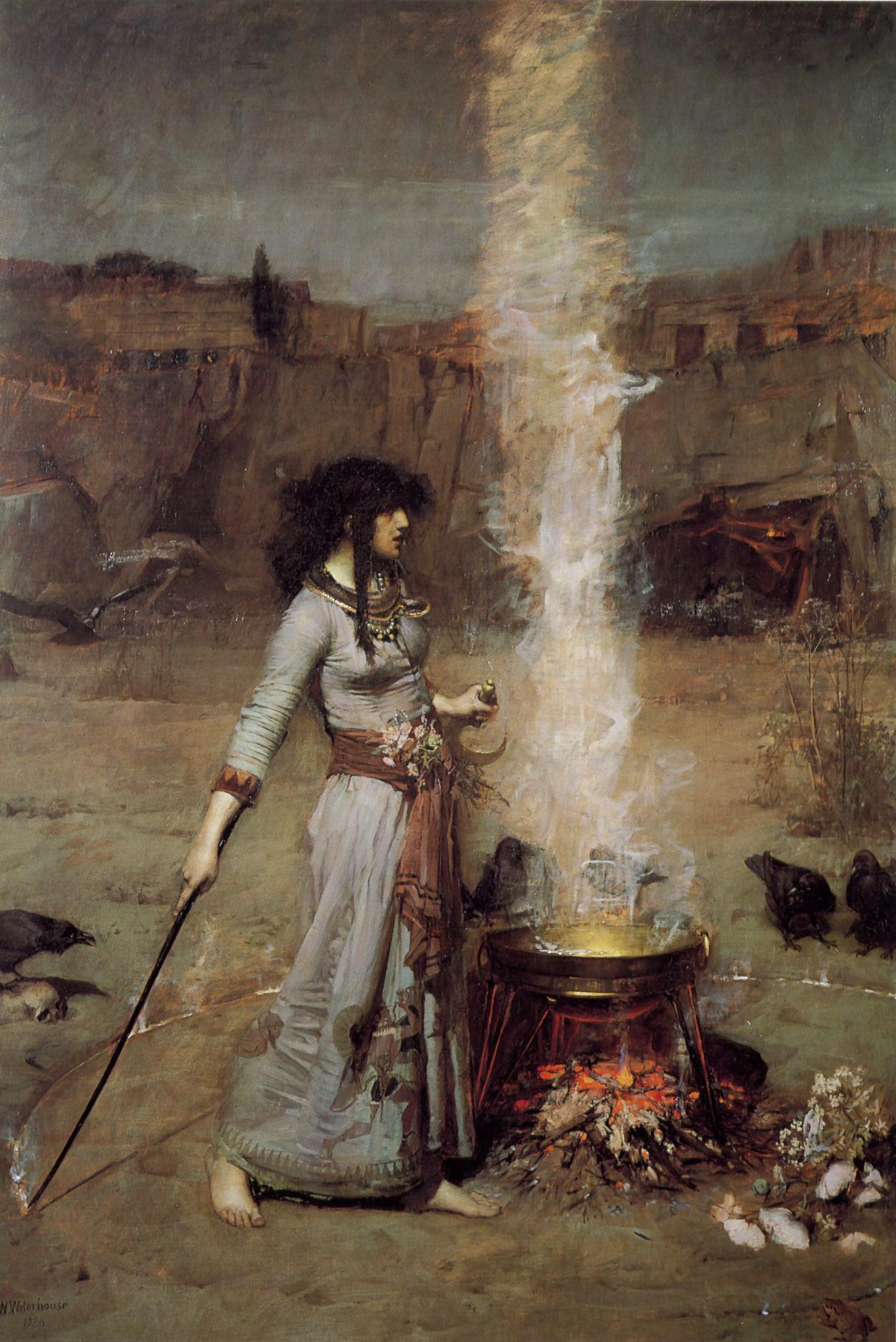
Магічне коло, картина Джона Вільяма Вотергауса (1886 рік).

Магічне коло — це коло, яке окреслюється тим чи іншим чином практиками багатьох галузей ритуальної магії, яке, як вони вважають, творить сакральний простір, або ж надає магічного захисту від надприродних сил. Таке коло може бути відмічено фізично за допомогою різних матеріалів, або візуалізовано.
Магічне коло використовується в ритуалах церемоніальної магії за спроб виклику різноманітних привидів, духів, істот та демонів. У Великому ключі Соломона вказано, що коло повинне мати діаметр дев'ять футів (пр. два з половиною метри) та бути накресленим за допомогою церемоніального ножа.
Вигляд кола часто залежить від конкретного ґримуару, в якому воно описано, але більшість з таких кол містить літери давньогрецької та давньоєврейських мов. В багатьох магічних спільнотах вписано літери альфа та омега або кабалістичні символи і імена.
В додаток до традиційної магії магічне коло використовується в ритуалах неоязичницької релігії Вікка. 

## Техніки

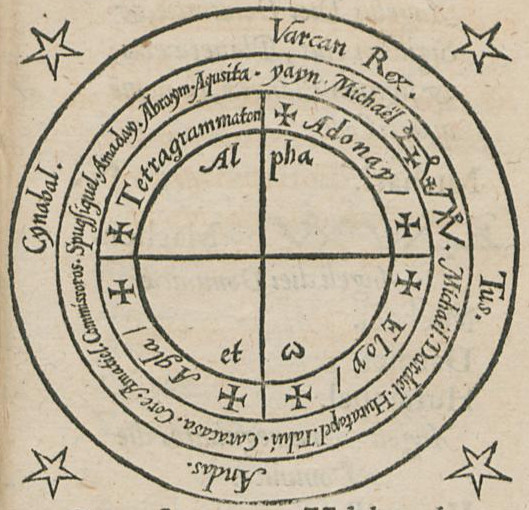
«Фігура Кола для першої години дня Господнього навесні».

Ритуальні (або церемоніальні) маги вважають, що кола створюють захисний бар'єр між викликаючим та тим, що викликається. Один текст, відомий як Heptameron, описує коло так: «Але оскільки найбільша сила приписується колам; (бо вони є певними фортецями для захисту викликаючих від злих духів); в першу чергу ми поговоримо про склад кола». 
Крім того, як пише маг та історик Джейк Стреттон-Кент, «Коло — це не застарілий символ забобонного страху перед духами, а навмисно створений ритуальний простір для різних цілей. Він не завжди потрібен для ритуальної роботи, але це не правда, що він не має жодної цінності - навіть навпаки. Створення священного захисного простору є одним із найголовніших ритуалів».
Кола можуть бути фізично розмічені на землі, але це не завжди так. Різноманітні шаблони для розмітки кіл можна знайти в ґримуарах і магічних посібниках, які часто містять ангельські та божественні імена. Такі позначки, або просте коло без прикрас і написів, можна намалювати крейдою чи сіллю або позначити іншим способом, наприклад шнуром. З подібних традицій можна виділити обхід.

## Золота Зоря

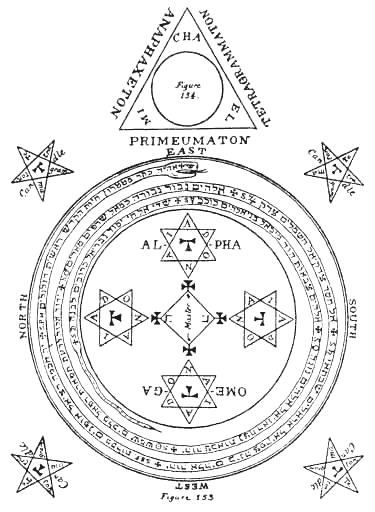
Соломонове коло з трикутником заклинання на Сході.

Герметичний Орден Золотої Зорі, який мав один із найбільших впливів на сучасну езотерику, запровадив практики Меншого ритуал вигнання Пентаграми (МРВП) та Відкриття Сторожовою Вежою, серед інших. МРВП зазвичай використовується як щоденна практика або практика перед початком будь-якого ритуалу, тоді як ритуал Сторожової вежі є набагато більш складним. Обидва ритуали зараз використовуються широким колом практиків, включаючи церемоніальних магів, кабалістів і неоязичників.
Телема також має версію МРВП.

## Вікка

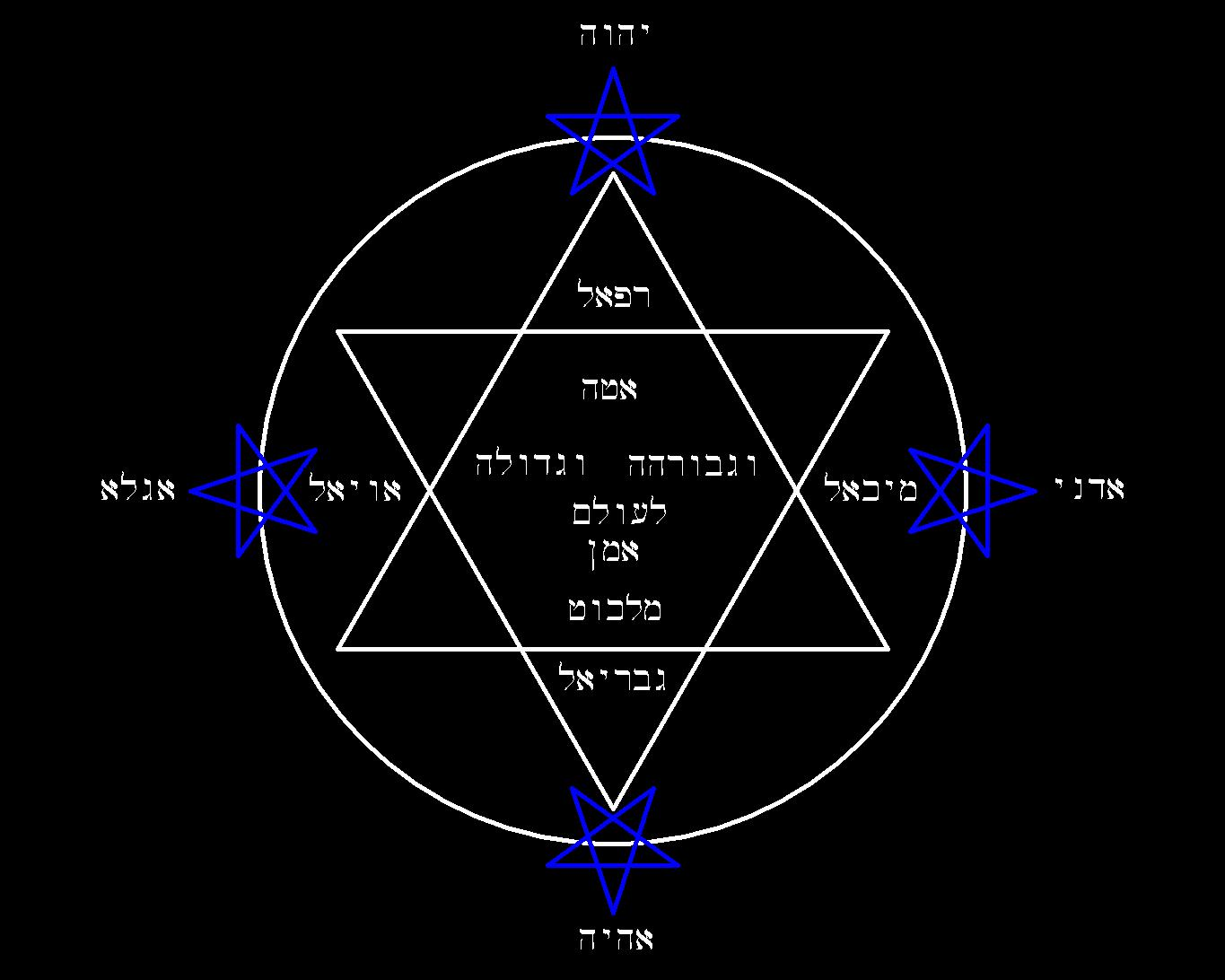
Схема жестів і єврейських слів МРВП.

В Віцці, як і в традиційних європейських ґримуарах, магічне коло зазвичай має діаметр в два с половиною метри, хоча розмір може змінюватися залежно від призначення кола та вибору заклинача.
Деякі різновиди Вікки використовують загальні церемоніальні кольори своїх «чвертних свічок»: жовтий для Повітря на сході, червоний для Вогню на півдні, синій для Води на заході та зелений для Землі на півночі (хоча ці атрибути відрізняються залежно від географічного положення практикуючого та його/її індивідуальної філософії).
Популярною технікою підвищення енергії в колі є використання конуса сили.
Вважається, що бар'єр є крихким, тому вихід із кола або проходження через нього послабить або розвіє його. Цей процес називається «розриванням кола». Загалом рекомендується, щоб практикуючі не залишали коло без крайньої необхідності.
Для того, щоб залишити коло і зберегти його недоторканим, вікканці вважають, що двері повинні бути прорізані в енергії кола, як правило, на східній стороні. Все, що було використано для створення кола, використовується для вирізання дверного отвору, наприклад, меч, посох або клинок (атаме), дверний отвір «вирізається» в колі, після чого будь-що може пройти через нього, не пошкодивши його. Згодом цей отвір потрібно закрити, «з’єднавши» лінії кола.
Коло зазвичай замикається практикуючим після того, як вони закінчили ритуал, «втягуючи» енергію за допомогою атаме або будь-яким іншим інструментом, який було використано для створення кола, включаюч руку (зазвичай проти годинникової стрілки). Це називається замкнути коло або звільнити коло.

## Зовнішні посилання
https://en.wikipedia.org/wiki/Magic_circle#ref_Buckland